# Jan Zarański (1866–1940)

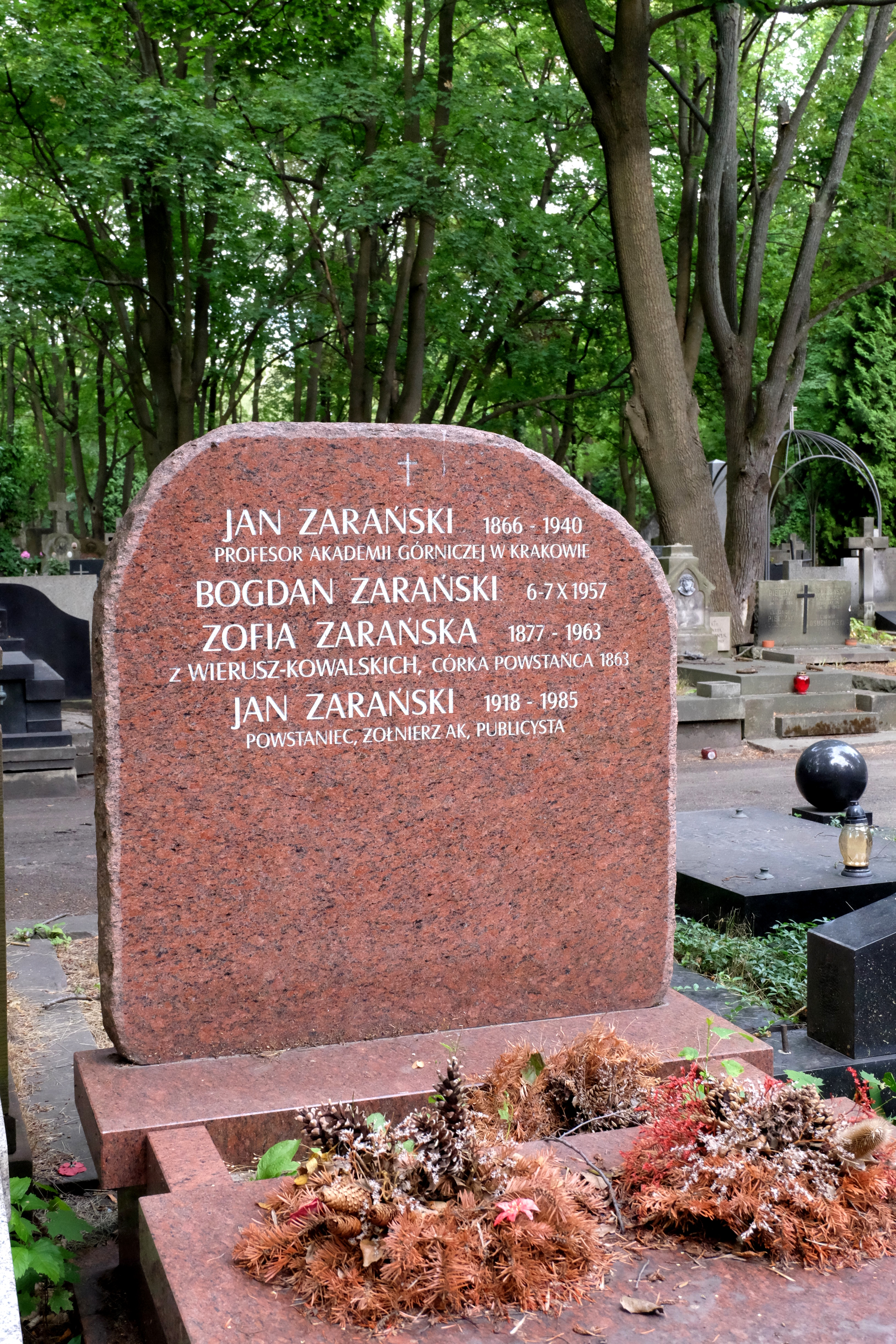
Grób Jana Zarańskiego na cmentarzu Stare Powązki w Warszawie

Jan Zarański (ur. 27 maja 1866 w Krakowie, zm. 14 kwietnia 1940 w Warszawie) – polski prawnik i inżynier górnictwa, założyciel polskiej Szkoły Górniczej w Dąbrowie na Śląsku Cieszyńskim,  współorganizator Akademii Górniczej w Krakowie, profesor AGH i kierownik Katedry Prawa Górniczego (1921–1931).

## Życiorys
Studia w dziedzinie prawa odbył na Uniwersytecie Jagiellońskim. W 1891 ukończył Akademię Górniczą w Leoben (współcześnie uniwersytet). Kandydując z ramienia narodowych-demokratów w maju 1907 został wybrany z kurii wiejskiej w okręgu Stary Sambor-Turka-Drohobycz na posła do austriackiej Rady Państwa w Wiedniu XI kadencji (1907–1911). Jako poseł do austriackiej Rady Państwa (1907–1918) zabiegał o utworzenie uczelni górniczej w Krakowie z polskim językiem wykładowym. Został w 1913 wiceprzewodniczącym jej Komitetu Organizacyjnego. Od chwili utworzenia uczelni – w latach 1919–1932 – zajmował stanowisko profesora zw. prawa ogólnego i prawa górniczego. Był uznawany za autorytet w tej dziedzinie w kraju i za granicą.
Został pochowany na cmentarzu Powązkowskim w Warszawie (kwatera 139-2-24), gdzie spoczął także Jan Zarański (1918–1985).

## Ordery i odznaczenia
- Krzyż Komandorski Orderu Odrodzenia Polski (9 listopada 1932)[5]